# 1994 US2
1994 US2 är en asteroid i huvudbältet som upptäcktes den 31 oktober 1994 av de båda japanska astronomerna Seiji Ueda och Hiroshi Kaneda i Kushiro.
Den tillhör asteroidgruppen Nysa.